# Orografische depressie
Een orografische depressie is een lagedrukgebied dat ontstaat onder invloed van orografie. Bij luchtstromingen dwars op een bergrug ontstaat er door stuw aan de loefzijde een rug. Aan de lijzijde vormt zich een lijvore die uit kan groeien tot orografische depressie. Deze zijn onder meer te vinden ten oosten en westen bij het Scandinavisch Hoogland en de Schotse Hooglanden bij respectievelijk een westelijke of oostelijke wind. Ten zuiden van de Alpen kan bij een noordelijke stroming in combinatie met thermische effecten de Genuadepressie ontstaan.